# أندي توماس
أندي توماس (بالإنجليزية: Andy Thomas)‏ (و. 1951 – م) هو رائد فضاء من الولايات المتحدة الأمريكية، وأستراليا . ولد في أديليد .

## ريادة الفضاء
شارك في المهمات الفضائية:
- STS-114[6]
- STS-89[6]
- STS-77[6]
- STS-102[6]
- STS-91.[6]

## التعليم
تعلم في جامعة أديليد

## جوائز
حصل على جوائز منها:
- Medal "For Merit in Space Exploration".